# Darabouka
La darabouka (in arabo دربوكة‎?) è uno strumento musicale a percussione del gruppo dei membranofoni, utilizzato tradizionalmente in Nord Africa, Medio Oriente e Asia centrale. Si ritrova anche nella musica popolare dei paesi dell'Europa orientale che hanno subito l'influenza dell'Impero ottomano, nella musica zigana e in molti gruppi di world music come base ritmica importante.
Lo strumento era costituito da un corpo globulare di terracotta sostenuto da un alto piede e aperto sul fondo, con una larga apertura chiusa da una pelle animale (di pesce o di capra). Oggi invece è costruita in alluminio, con membrana in fibre sintetiche per eliminare i problemi dell'accordatura. nel 2015 è stata brevettata e costruita dal marchio italiano Wambooka la prima darbuka in policarbonato trasparente in pezzo unico chiamata Wambooka Diamond, da non confondere con il djembe, costruito in legno.
Il nome deriva dalla radice araba ﺩﺭﺏ, d-r-b, che significa "battere, picchiare" e ha numerose varianti nei diversi paesi: darbuka, darabuka, e ancora tarambuke e forme simili nei Balcani, τουμπερλέκι in Grecia, darabana in Romania, dumbelek in Turchia, tabla (che però ha un significato anche di tavolo) in Egitto e in Palestina, darbuka in Israele, in Tunisia e in Algeria, tarija in Marocco, tombak in Persia, Zirbaghali in Afghanistan e goblet drum in inglese. È uno strumento molto usato dalle popolazioni dell'Africa Del Nord.

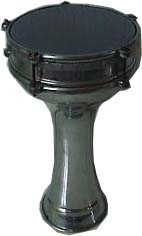
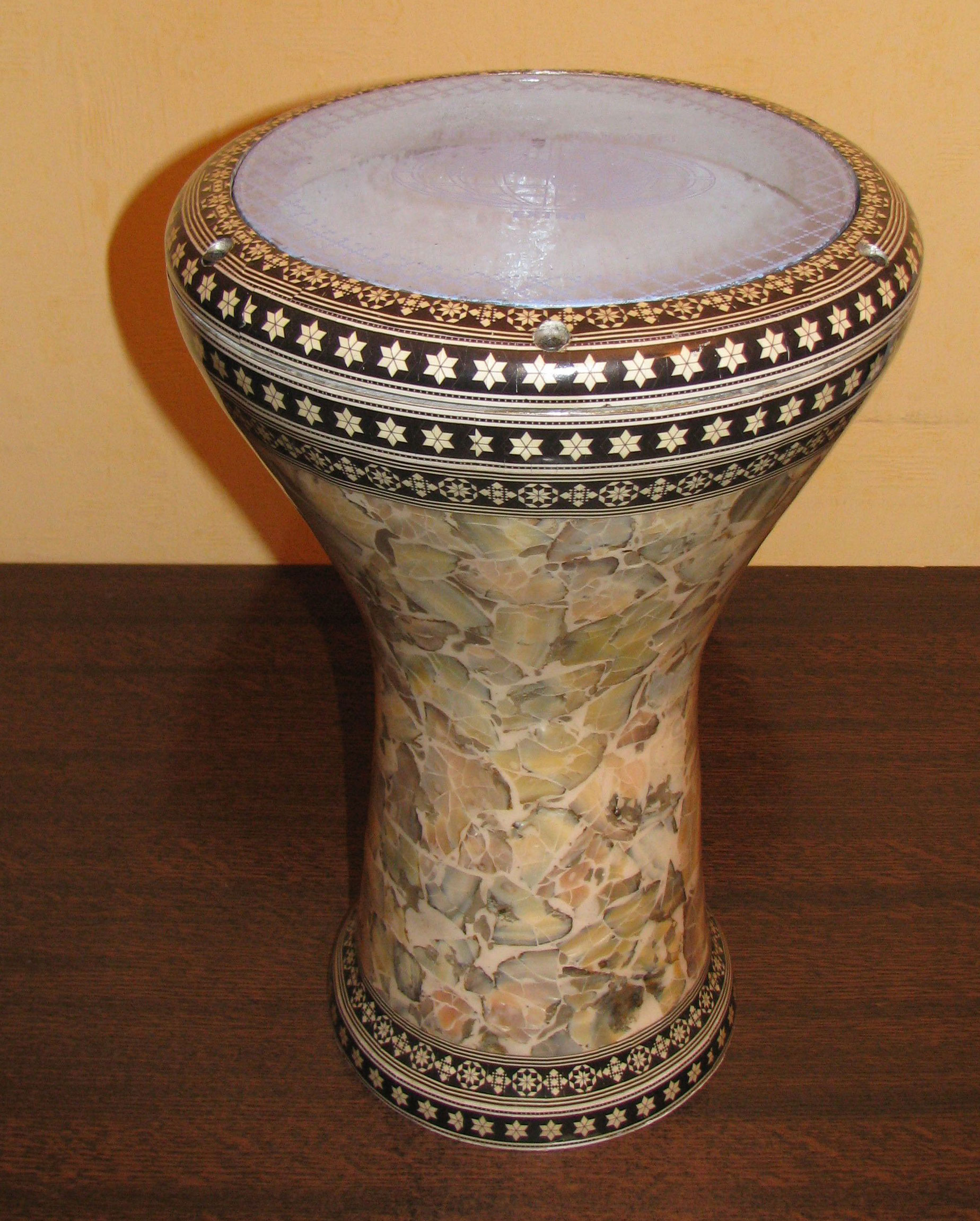
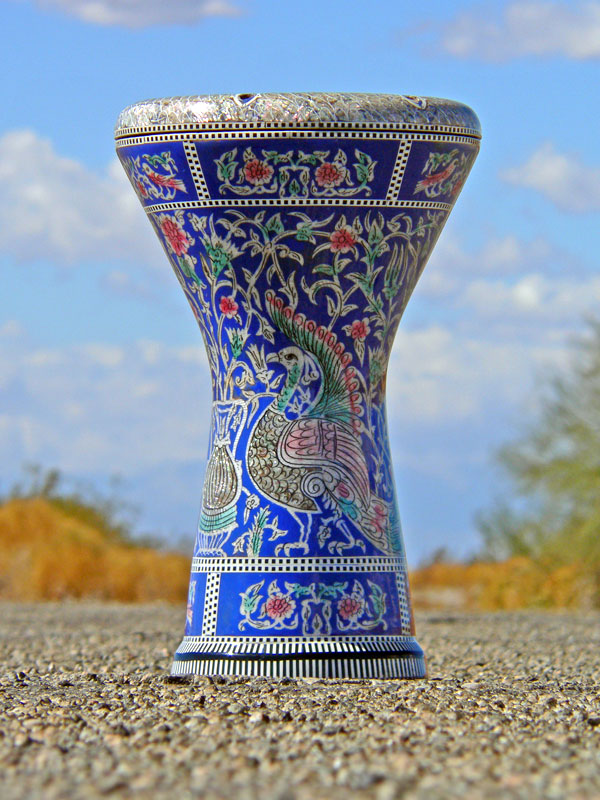
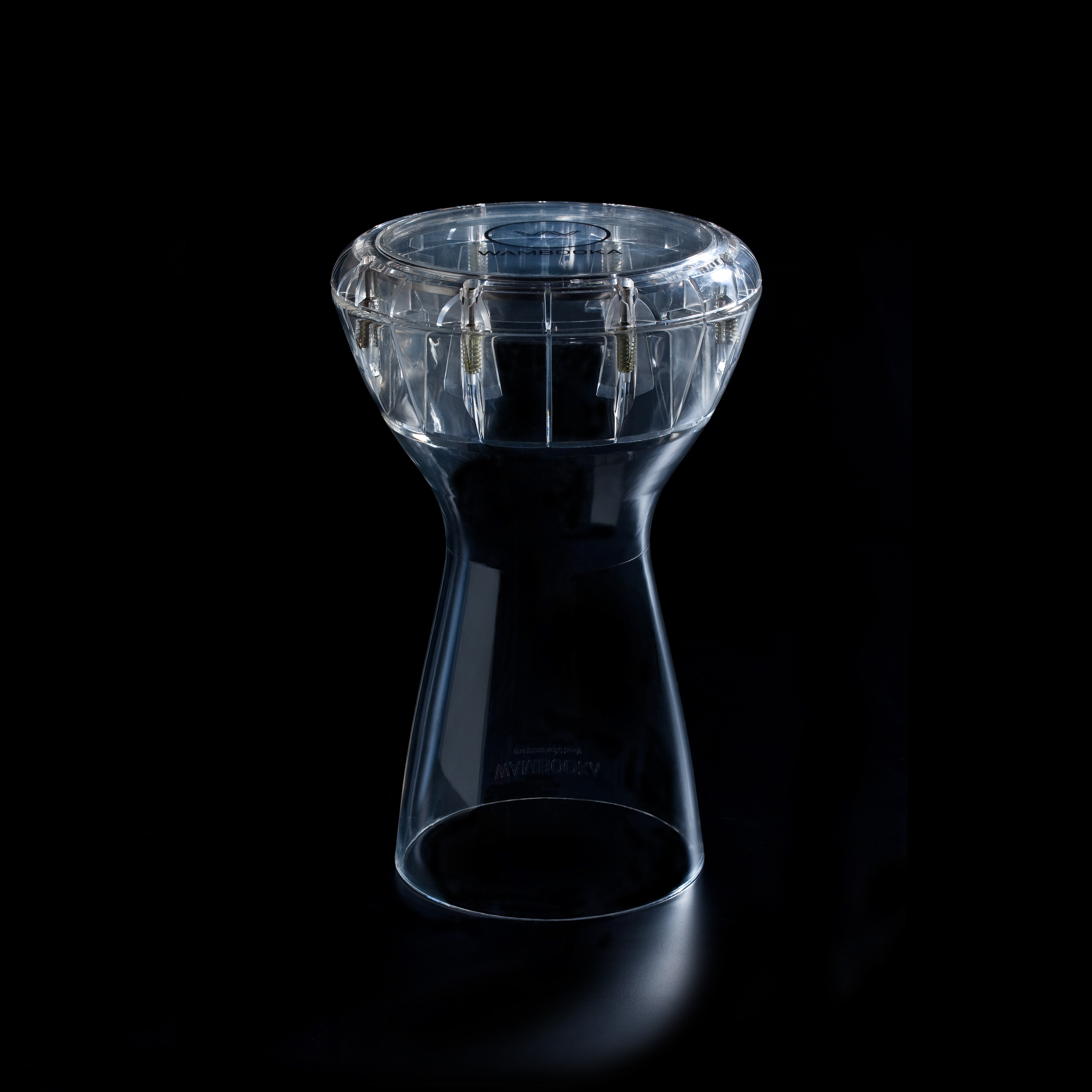
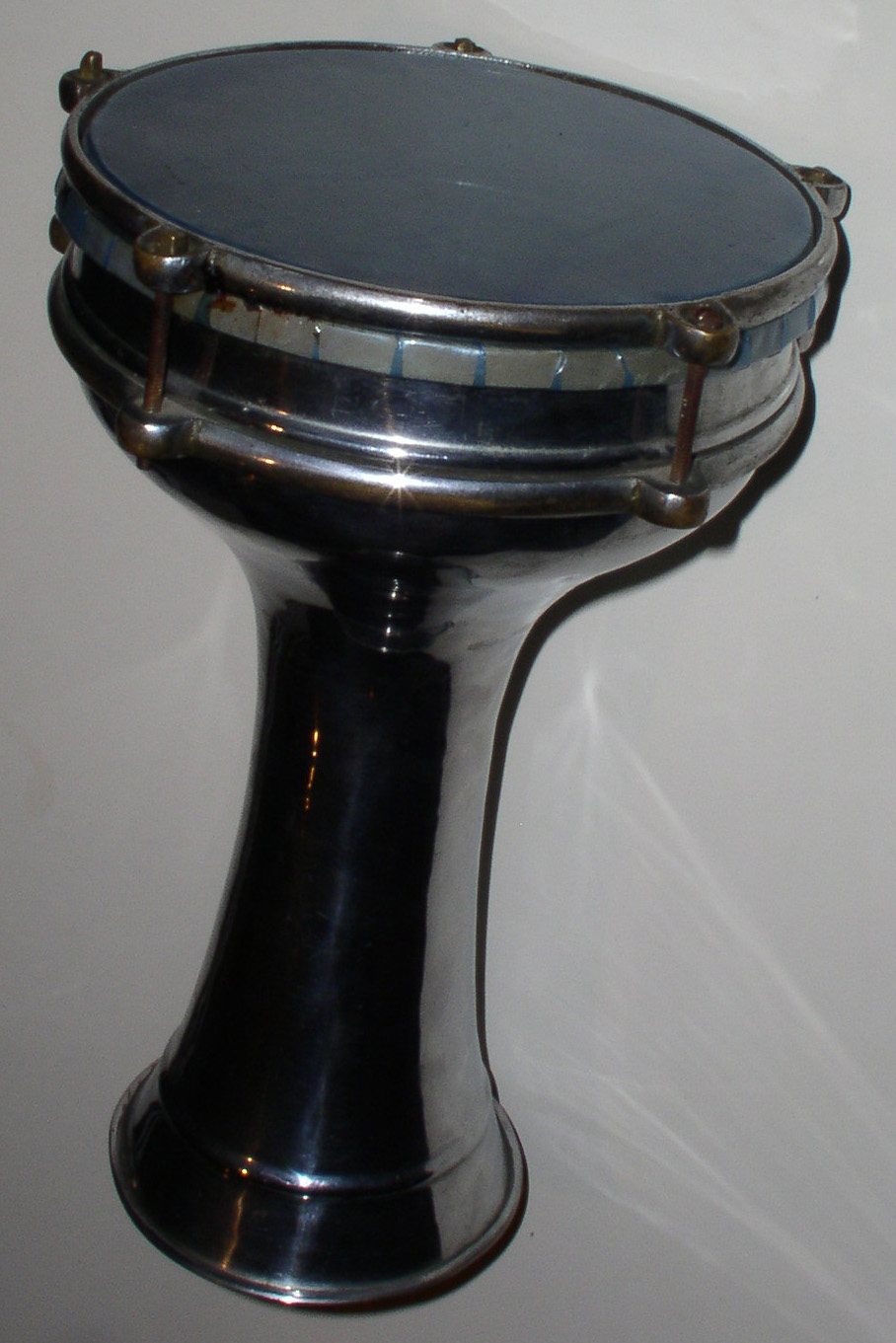